# Ciklon–4
A Ciklon–4 ukrán háromfokozatú űrhajózási hordozórakéta terve volt.

## Története
A Szovjetunió felbomlását követően az ukrán űrkutatás programja (tervezés, kutatás, gyártás) kissé visszaesett. Utolérve magát, 2002-ben megkezdte a Ciklon–3 hordozórakétát váltani kívánó új hordozóeszköz tervezését, tesztelését és gyártását, amit a nemzetközi kereskedelem szolgálatába kíván állítani. Brazíliával kötött gazdasági megállapodás alapján az egyenlítő közelében elhelyezkedő Alcântara városhoz közel felépítenek egy űrközpontot.
Ukrajnában a Dnyipropetrovszki Déli Gépgyár (Pivdenmas) a fővállalkozója a Ciklon–4 gyártásának. Közreműködésével épül az Alcântara Indítóközpont. A fejlesztés és az űrbázis építése politikai döntés, valamint pénzügyi okok miatt jelentős késéssel számol. Viktor Andrijovics Juscsenko ukrán és Luiz Inácio Lula da Silva brazil elnökök megállapodtak abban, hogy legkorábban 2014-ben indítanak rakétát. A brazil fél később kilépett a projektből, a rakétafejlesztési program nem valósult meg. A Ciklon–4 képezi az alapját a későbbi Ciklon–4M projektnek.
A rakéta alkalmazását segítő űrközpontok: az Alcântara Indítóközpont, a Bajkonuri űrrepülőtér és a Pleszeck űrrepülőtér.

## Felépítése
- Motorok: 
  - első fokozat: RD-261 + RD-855 Vernier
    - Tolóereje: 3032 kN
    - Üzemidő: 120 másodperc
    - Üzemanyag: N2O4/UDMH

  - második fokozat: RD-262 + RD-856 Vernier
    - Tolóereje: 941 kN
    - Üzemidő: 318 másodperc
    - Üzemanyag: N2O4/UDMH

  - harmadik fokozat: RD-861K (több gyújtási képesség, háromszor nagyobb hajtóanyag befogadás)
    - Tolóereje: 7.91 kN
    - Üzemidő: 370 másodperc
    - Üzemanyag: N2O4/UDMH
- Tömege: 198 tonna
- Magassága: 40 méter
- Átmérője: 3 – 4 méter
- Pályamagasság: geostacionárius pályára 1,5 tonna, közbenső pályákra (500 kilométer) 5 – 5,5 tonna terhet lesz képes felemelni, pályára állítani.
- Irányítórendszere (hardver, szoftver nyugati termék) nagy pontossággal támogatja pályára állást
- A rakéta burkolóanyaga az Ariane–4 fejlesztésénél alkalmazottal megegyező